# Lijst van veldslagen met het hoogst aantal gesneuvelden
Deze Lijst van veldslagen met het hoogst aantal gesneuvelden geeft de bloederigste veldslagen uit de geschiedenis weer in chronologisch volgorde. 
| Veldslag           | Oorlog              | Gesneuvelden                                                    |
| ------------------ | ------------------- | --------------------------------------------------------------- |
| Slag om Stalingrad | Tweede Wereldoorlog | As: 470.000 Sovjet-Unie: 800.000                                |
| Slag aan de Somme  | Eerste Wereldoorlog | Duitsland: 500.000 Frankrijk: 200.000 Groot-Brittannië: 500.000 |
| Slag bij Verdun    | Eerste Wereldoorlog | Duitsland: 434.000 Frankrijk: 550.000                           |
| Slag om Moskou     | Tweede Wereldoorlog | Duitsland: 250.000 Sovjet-Unie: 700.000                         |
| Slag om Gallipoli  | Eerste Wereldoorlog | Groot-Brittannië: 205.000 Frankrijk: 47.000 Turkije: 300.000    |
| Slag om Passendale | Eerste Wereldoorlog | Duitsland: 250.000 Geallieerden: 250.000                        |
| Slag om Frankrijk  | Tweede Wereldoorlog | Duitsland: 111.000 Geallieerden: 360.000                        |
| Slag om Koersk     | Tweede Wereldoorlog | Duitsland: 210.000 Sovjet-Unie 187.000                          |